# Кормусъярви
Кормусъярви — пресноводное озеро на территории Костомукшского городского округа Республики Карелии.

## Общие сведения
Площадь озера — 1 км². Располагается на высоте выше 134,3 метров над уровнем моря.
Форма озера лопастная, продолговатая: оно вытянуто с севера на юг. Берега изрезанные, каменисто-песчаные, местами заболоченные.
Из юго-восточной оконечности озера вытекает безымянный водоток, впадающий в озеро Нюк, из которого берёт начало река Растас, впадающая в реку Чирко-Кемь.
Код объекта в государственном водном реестре — 02020000911102000005612.